# Saison 2003-2004 du Biarritz olympique Pays basque
La saison 2003-2004 du Biarritz olympique Pays basque est la quatre-vingt-deuxième saison du club en première division du championnat de France depuis sa création, la huitième consécutive dans l'élite du rugby à XV français. Le club dispute la quatrième Heineken Cup de son histoire.
Le BO est éliminé en play-offs du Top 16 et en demi-finale du Challenge Sud Radio. En Heineken Cup, il atteint pour la première le stade des demi-finales.
L'équipe évolue sous les directives de Patrice Lagisquet et Alain Paco, qui remplace Laurent Rodriguez.

## Avant-saison

### Objectifs du club
Lors de l'exercice précédent, le Biarritz Olympique atteint les demi-finales du Top 16 et les quarts de finale de Coupe d'Europe. 
L'objectif affiché du club est de gagner le Top 16 ou la Heineken Cup et de bien figurer en Challenge Sud Radio.

### Transferts estivaux
Le club perd plusieurs éléments importants (Olivier Roumat, Jean-Philippe Versailles, Jean-Emmanuel Cassin et Stuart Legg) mais réalise un recrutement ambitieux avec la signature de joueurs internationaux (Jérôme Thion, Jimmy Marlu et Petru Balan) ou confirmés (Hervé Manent) et de jeunes prometteurs (Thibault Lacroix, Mathieu Maillard et Guillaume Bergos). En cours de saison, le seconde ligne Chris Bentley est recruté en tant que joker médical de Jérôme Thion.
Plusieurs joueurs du centre de formation font leur apparition dans le groupe : Sébastien Ormaechea, Stephan Vitalla, Shaun Hegarty, Bruno Hiriart et Denis Cabreton.

#### Arrivées
- Petru Vladimir Balan, pilier (FC Grenoble)
- Guillaume Bergos, pilier (AS Béziers)
- Hervé Manent, deuxième ligne (US Colomiers)
- Jérôme Thion, deuxième ligne (USA Perpignan)
- Mathieu Maillard, demi d’ouverture (Stade toulousain)
- Thibault Lacroix, centre (AS Béziers)
- Jimmy Marlu, ailier (AS Montferrand)

#### Départs
- Bruno Gallais, talonneur (Saint-Jean-de-Luz)
- Xabi Comets, pilier (Saint-Palais)
- Olivier Roumat, deuxième ligne (arrêt)
- Jean-Philippe Versailles, deuxième ligne (Saint-Jean-de-Luz)
- Chris Young, deuxième ligne (?)
- Kevin Moult-Lafaille, troisième ligne aile (Bidart UC)
- Nicolas Sardain, demi de mêlée (?)
- Lionel Urruty, centre (Saint-Jean-de-Luz)
- Jean-Emmanuel Cassin, centre (US Colomiers)
- Stuart Legg, ailier (Trévise)
- Steeve Sargos, ailier (US Tours)
- Julien Saubade, ailier (US Dax)
- Laurent Diaz, arrière (US Dax)

### Préparation de la saison
Le 8 août, le BO entame sa saison par trois rencontres amicales remportées sur la pelouse de l'US Dax (35 à 19) puis à Aguiléra contre le Stade toulousain (33 à 26) et l'équipe de Géorgie (21 à 0) dans le cadre de sa préparation de la Coupe du Monde 2003.

## Saison régulière

### Championnat

#### L'absence des internationaux difficile à compenser - Journées 1 à 5
Le calendrier est adapté à la Coupe du Monde. Le BO est privé de ses internationaux (Betsen, Brusque, Yachvili, Thion, Gaitan, Balan, Tonita) pour entamer le championnat sur la pelouse de l'AS Béziers. Face à un Federico Todeschini impeccable, Julien Dupuy, promu buteur, est en manque de réussite au pied et le BO s'incline d'emblée 15 à 8 dans une rencontre pauvre (cinq cartons jaunes pour fautes techniques). Pour la première réception en championnat contre Montauban, Thibault Lacroix inscrit un doublé pour sa première titularisation en Top 16 et le BO se rattrape (victoire 33 à 12).
À Narbonne, les buteurs biarrots Maillard et Mazas réalisent un 0 sur 8 et le BO ne parvient pas à inscrire le moindre point pour une lourde défaite 32 à 0. Après trois rencontres, il pointe à l'avant-dernière place.
Pour la reprise du Top 16 après les phases finales du Challenge Sud Radio, Lagisquet et Paco récupèrent une partie de leurs internationaux pour la réception du FC Grenoble, sauf Serge Betsen suspendu pour six semaines après un coup de pied sur Matt Dawson en demi-finale de la Coupe du Monde. Dimitri Yachvili assure notamment le spectacle avec une passe aveugle pour le troisième essai basque signé Boussès et inscrit 21 points pour une victoire 36 à 16. Avant Noël, les Biarrots ne parviennent cependant pas à confirmer leur regain de forme à Aimé-Giral, vaincu par la puissance du cinq de devant catalan qui met au supplice une première ligne expérimentale avec Petru Balan au talon et obtient un essai de pénalité qui fait basculer le match (défaite 25 à 15).

#### Un début d'année 2004 en trombe - Journées 6 à 10
Toujours classés en-dehors des places qualificatives, les Biarrots sont sous pression pour le dernier match de l'année à Montpellier. Serge Betsen revient de suspension et le BO se révolte en inscrivant deux essais d'Isaac et Marlu avant de contenir le baroud héraultais (victoire 33 à 26). Quatre jours plus tard, le Stade toulousain se présente à Aguiléra pour la nouvelle année. Les rouges et blancs sont survoltés et inscrivent quatre essais (doublés de Marlu et Lièvremont, de retour de blessure) face à des stadistes muselés, menés 37 à 6 à l'heure de jeu avant de se rebeller en fin de match (victoire 37 à 20). Le BO s'installe confortablement parmi les qualifiables et tient son match référence.
Après la parenthèse européenne, le BO retrouve le championnat avec la réception de Béziers début février. Avec six essais, les Biarrots soignent leur statistiques offensives (35,75 points en moyenne inscrits à domicile depuis le début du championnat) dans un match marqué par l'expulsion des deux talonneurs Gonzalez et Szarzewski.
À Montauban, le BO aligne ses cinq internationaux (Yachvili, Betsen, Brusque, Lièvremont, Peyrelongue) après leur victoire contre l'Italie. Tandis que les buteurs locaux multiplient les échecs (1 réussite pour 7 tentatives), Yachvili inscrit tous les points de son équipe et permet au BO de remporter sa deuxième victoire à l'extérieur et de s'emparer de la première place.  
Après une nouvelle coupure internationale, les Biarrots sont revanchards face à Narbonne. Emmenés par Yachvili auteur d'un nouveau 100% et leur capitaine Lièvremont qui inscrit son quatrième essai en Top 16, ils font plier les Audois en seconde période et conservent leur place de leader (victoire 29 à 15).

#### Qualification assurée - Journées 11 à 14
Début avril, le Top 16 reprend ses droits avant une nouvelle coupure européenne. À une semaine de son quart de finale de Heineken Cup à Llanelli, Patrice Lagisquet et Alain Paco préservent une partie de leurs cadres pour le déplacement à Grenoble. Pris de vitesse par les arrières locaux qui inscrivent trois essais en 21 minutes, les Biarrots réagissent notamment par la botte de Laurent Mazas pour prendre l'avantage en début de seconde période malgré l'expulsion de Patrice Lagisquet pour propos déplacés. Ludovic Mercier donne cependant la victoire au FCG d'une pénalité de 55 mètres à dix minutes du terme.
Auréolé de sa victoire en terre galloise, le BO enchaîne face à Perpignan avec une autre affiche importante pour assurer sa place parmi les qualifiables. Didier Chouchan inscrit le seul essai des siens dès la 2e minute et les Biarrots s'imposent 19 à 12, assurant leur place en play-offs. La rencontre est marquée par la grave blessure au visage de Scott Robertson, heurté par les crampons de Sotele Puleoto après une charge de ce dernier.
Fin avril, les rouges et blancs doivent enchaîner avec une rencontre sans enjeu quatre jours après leur élimination en demi-finale de Heineken Cup. La plupart des cadres sont ménagés en vue des play-offs et une équipe expérimentale est alignée contre Montpellier, qui en profite pour faire tomber Aguiléra pour la première fois de la saison (défaite 23 à 17).
Pour conclure la première phase, les Biarrots retrouvent leurs bourreaux toulousains pour un dernier test avant les play-offs. Dans un match enlevé, les deux équipes jouent tous les ballons et se séparent sur un score spectaculaire (défaite 36 à 30).

#### Classement de la première phase
Le Biarritz olympique termine la première phase à la troisième place de la poule 2 avec 30 points, soit quatre de plus que le premier non qualifié, Montpellier. Avec deux victoires à l’extérieur pour une défaite à domicile, il présente un bilan positif de +2 au classement britannique.
Le BO présente la cinquième attaque du championnat avec 335 points derrière Toulouse (371), Perpignan (357), Brive (357) et Bourgoin (352) et la troisième défense avec 273 points encaissés derrière le Stade français (263) et Agen (269).
| Rang | Club               | J  | V  | N | D  | Pm  | Pe  | Diff | Pts |
| ---- | ------------------ | -- | -- | - | -- | --- | --- | ---- | --- |
| 1    | Stade toulousain   | 14 | 10 | 0 | 4  | 371 | 319 | +52  | 34  |
| 2    | USA Perpignan      | 14 | 9  | 0 | 5  | 357 | 284 | +73  | 32  |
| 3    | Biarritz olympique | 14 | 8  | 0 | 6  | 335 | 273 | +62  | 30  |
| 4    | AS Béziers         | 14 | 8  | 0 | 6  | 274 | 275 | -1   | 30  |
| 5    | Montpellier HR (P) | 14 | 6  | 0 | 8  | 285 | 288 | -3   | 26  |
| 6    | RC Narbonne        | 14 | 6  | 0 | 8  | 296 | 303 | -7   | 26  |
| 7    | FC Grenoble        | 14 | 5  | 0 | 9  | 306 | 362 | -56  | 24  |
| 8    | US Montauban       | 14 | 4  | 0 | 10 | 216 | 336 | -120 | 22  |

|  | Qualifiés pour la seconde phase de poule (no 1, no 2, no 3, no 4). |
|  | P : Promu 2003                                                     |

#### Play-offs - Journées 1 à 6
La formule de play-offs est reconduite avec la constitution de deux poules de quatre équipes. Le BO partage la poule 1 avec Brive et le Stade français, respectivement 2e et 4e de leur poule lors de la première phase, et retrouve Toulouse. L’autre poule est constituée de Bourgoin, Perpignan, Castres et Béziers. 
Le BO se déplace au stade Jean-Bouin pour la première journée pour affronter des Parisiens qualifiés in extremis. Le match est cadenassé et bascule sur un essai de Rémy Martin à cinq minutes du terme. 
Contre Brive, le BO renoue avec la victoire après quatre défaites consécutives en passant cinq essais aux Corréziens, dont un triplé de Thibault Lacroix, qui vient de fêter ses 19 ans. 
Trois jours après la défaite du Stade toulousain en finale de Heineken Cup contre les Wasps à la dernière minute, le BO retrouve les rouges et noirs à Aguiléra avec l’intention de prendre leur revanche. La tension entre les deux équipes est à son comble et Guy Novès ne dévoile sa composition qu’à l’heure du coup d’envoi. Éreintés par une saison éprouvante, les trente acteurs offrent un chassé-croisé haletant : alors que le Stade impose sa vitesse en début de match, Dupuy puis Brusque inscrivent deux essais juste avant la pause (16 à 14 à la mi-temps). En seconde période, les deux buteurs donnent tour à tour l’avantage à leur équipe, et Elissalde offre finalement la victoire à Toulouse d’une ultime pénalité en fin de match (défaite 26 à 25).  
Les Biarrots sont contraints au sans faute pour espérer regagner les places qualificatives. Pour leur cinquième opposition de la saison, ils retrouvent les Toulousains quatre jours plus tard au stade Ernest-Wallon. Dominateurs mais incapables de conclure leurs occasions, ils encaissent un essai sur un coup de pied contré juste avant la pause. Revenus au score grâce à deux essais d'Isaac et Betsen, ils cèdent sur une interception de Delaigue en fin de rencontre (défaite 25 à 18).
La qualification en demi-finale s'éloigne mais le BO souhaite gagner son dernier match à domicile face au Stade français. Auteurs de trois essais contre quatre coups de pied de Dominguez, ils conservent un ultime espoir de qualification en s'imposant 25 à 12. En cas de victoire de Toulouse sur la pelouse du Stade français pour la dernière journée, un succès à Brive permettrait de rejoindre le dernier carré.
Les rouges et blancs remplissent leur part du contrat en passant cinq essais aux Corréziens 37 à 20, mais les Toulousains explosent à Jean-Bouin 49 à 17.
Le BO termine troisième avec trois victoires et trois défaites et est éliminé du Top 16. Il assure cependant sa qualification pour la Heineken Cup 2004-2005.
| Rang | Club                 | J | V | N | D | Pm  | Pe  | Diff | Pts |
| ---- | -------------------- | - | - | - | - | --- | --- | ---- | --- |
| 1    | Stade français Paris | 6 | 4 | 0 | 2 | 151 | 100 | +51  | 14  |
| 2    | Stade toulousain     | 6 | 4 | 0 | 2 | 136 | 133 | +3   | 14  |
| 3    | Biarritz olympique   | 6 | 3 | 0 | 3 | 149 | 107 | +42  | 12  |
| 4    | CA Brive             | 6 | 1 | 0 | 5 | 82  | 178 | -96  | 8   |

|  | Qualifiés pour les demi-finales et la Coupe d'Europe 2004-2005 (no 1, no 2). |
|  | Qualifiés pour la Coupe d'Europe 2004-2005 (no 3).                           |

|  | Qualifiés pour les demi-finales et la Coupe d'Europe 2003-2004 (#1, #2).                                                                    |
|  | Qualifiés pour la Coupe d'Europe 2003-2004 (#3).                                                                                            |
|  | V : Victoires • N : Matches Nuls • D : Défaites • PP : Points Pour (marqués) • PC : Points Contre (encaissés) • Diff : Différence de points |

### Coupe d’Europe
Dans la poule 3, le BO hérite de trois équipes britanniques, comme lors des trois éditions précédentes :
- les Sharks de Sale, emmenés par le récent vainqueur de la Coupe du Monde 2003 Jason Robinson et Mark Cueto, Braam Van Straaten, Andrew Sheridan, Charlie Hodgson, Richard Wigglesworth, Dean Schofield, Matt Cairns et Magnus Lund.
- la province du Leinster, demi-finaliste de la précédente édition, qui avait éliminé le BO en quart de finale en avril 2003. Les hommes de Reggie Corrigan comptent de nombreux internationaux dans leurs rangs : Brian O'Driscoll, Gordon D'Arcy, Shane Horgan, Shane Byrne, Victor Costello, Malcolm O'Kelly, Girvan Dempsey ou encore Keith Gleeson.
- Cardiff RFC, portée notamment par Martyn Williams, Peter Rogers, Craig Morgan, Iestyn Harris et Ryan Powell.

La compétition démarre en décembre avec un déplacement à Lansdowne Road contre le Leinster. La puissance de leur pack permet aux Irlandais de dérouler et d’empocher le bonus offensif avec quatre essais inscrits (32 à 6). Le BO est déjà au pied du mur et doit réagir lors des deux matchs suivants à Aguiléra : contre Sale, les Biarrots retrouvent le chemin de l’en-but adverse et Jimmy Marlu, auteur d’un doublé, inscrit l’essai du bonus en fin de match (victoire 31 à 3). Début janvier, pour le retour de Cardiff après leur déroute de la saison précédente, ils poursuivent sur leur lancée et inscrivent de nouveau quatre essais, dont deux réalisations de Bidabé (victoire 35 à 20). Avec un deuxième bonus offensif en poche, le BO revient à hauteur du Leinster, défait à domicile par les Sharks 23 à 22.
Afin d’espérer dépasser le Leinster, les rouges et blancs doivent ramener au moins une victoire de leurs deux déplacements à Cardiff et Sale. À l’Arms Park, Couzinet (auteur d’un doublé) inscrit un essai dans les arrêts de jeu permettant aux siens de revenir à une longueur mais Yachvili ne parvient pas à transformer depuis le bord de touche (défaite 21 à 20). Distancé de trois points par le leader, le BO doit impérativement s’imposer à Edgeley Park. Grâce à une défense hermétique et à deux essais de Brusque et Avril, il remplit le contrat et s’offre la première victoire en Angleterre de son histoire (15 à 0).
Pour espérer se qualifier, l’objectif est simple : s’imposer face au Leinster en empêchant son adversaire de récupérer un bonus. Nicolas Brusque inscrit deux essais en première période mais les Irlandais résistent (10 à 7 à la pause). En début de seconde période, le BO accélère et marque trois essais par Marlu, Yachvili et Betsen, empochant le bonus offensif dès l’heure de jeu. La fin de match est à sens unique en faveur du Leinster qui revient à 11 points mais ne parvient pas à inscrire un dernier essai synonyme de double bonus offensif et défensif (32 à 21). Pour la seconde année consécutive, les Biarrots se qualifient à l’issue de l’ultime journée.
Classement
| Équipe                  | Pts | J | V | N | D | EM | EE | BO | BD | PM  | PE  | Δ   |
| ----------------------- | --- | - | - | - | - | -- | -- | -- | -- | --- | --- | --- |
| (5e) Biarritz olympique | 20  | 6 | 4 | 0 | 2 | 18 | 12 | 3  | 1  | 139 | 97  | +42 |
| Leinster                | 18  | 6 | 4 | 0 | 2 | 13 | 11 | 1  | 1  | 142 | 113 | +29 |
| Cardiff Blues           | 11  | 6 | 2 | 0 | 4 | 13 | 13 | 0  | 3  | 123 | 132 | -9  |
| Sale Sharks             | 9   | 6 | 2 | 0 | 4 | 6  | 14 | 0  | 1  | 75  | 137 | -62 |

#### Phases finales
En quarts de finale, le BO se déplace au Stradey Park des Scarlets de Llanelli, emmenés par Stephen Jones, Scott Quinnell, Simon Easterby et Robin McBryde. La rencontre est âpre et les Biarrots parviennent à contenir les assauts gallois avant d’inscrire trois essais en contre en seconde période par Brusque (doublé) et Bernat-Salles. Large vainqueur 27 à 10, ils se qualifient pour la première fois en demi-finale.
Toulouse, facile vainqueur d’Edimbourg, se présente au stade Chaban-Delmas de Bordeaux, qui fait le plein de supporters. Le match se résume dans un premier temps à un duel de buteurs en Delaigue (auteur d’un 100%) et Yachvili, inhabituellement maladroit face aux perches, puis se décante en seconde période : Bidabé donne l’avantage au BO puis Isitolo Maka, tout juste rentré, fait exploser la défense basque à l’heure de jeu. Les Biarrots laissent passer plusieurs occasions franches et ne parviennent pas à combler leur retard : le Stade s’impose 19 à 11 dans le sillage d’un Delaigue des grands jours.

### Challenge Sud Radio

#### Phase de poule
La Coupe de la Ligue disparaît au profit d'une nouvelle compétition, le Challenge Sud Radio. Ce dernier permet à son vainqueur d'être qualifié pour la Heineken Cup de la saison suivante. Son format est adapté au calendrier de la Coupe du Monde afin d'éviter de trop pénaliser les clubs pourvoyeurs d'internationaux pendant le Top 16. La finale est ainsi prévue dès le mois de novembre.
Autre nouveauté : le système des bonus offensif (un point supplémentaire au classement pour une équipe inscrivant trois essais de plus que son adversaire) et défensif (un point supplémentaire au classement pour une défaite de sept points ou moins) est introduit pour la première fois en France.
Le BO hérite de Castres, Béziers et Agen dans la poule 3.
Pour le premier match de la saison, le Castres olympique se présente à Aguiléra. Avec trois essais inscrits dont un doublé de Bernat-Salles contre quatre coups de pied de Teulet, le BO marque le premier bonus offensif de son histoire (25 à 12). À Béziers la semaine suivante, la botte de Maillard et Peyrelongue permet d'arracher le nul (15-15) et de conserver la première place de la poule. 
Les Biarrots retrouvent ensuite Agen pour la première fois depuis la finale du Top 16 en juin 2002. À l'aller, Laurent Mazas prive le SUA du bonus d'une pénalité en fin de match (23 à 18). À Armandie, Julien Dupuy inscrit tous les points de son équipe et permet d'accrocher un point au classement.
Si les Biarrots rentrent bredouilles de Castres malgré le premier essai de Jimmy Marlu sous ses nouvelles couleurs (défaite 31 à 23), une victoire contre Béziers suffit pour assurer la qualification. Pour protester contre l'interdiction d'aligner ses piliers géorgiens Tariel Ratianidze et Davit Khinchagishvili qu'il a refusé de laisser à la disposition de leur sélection pour la Coupe du Monde, Jean-Pierre Elissalde demande à son pilier droit titulaire Mathieu Cidre de simuler une blessure dès le début du match et les mêlées sont simulées durant toute la rencontre. Au score, le BO inscrit trois essais et garde sa ligne inviolée pour une victoire 25 à 0.
Avec trois victoires et un nul, les rouges et blancs terminent premiers et se qualifient pour les quarts de finale.
Classement
| Équipe             | Pts | J | V | N | D | BO | BD | PM  | PE  |
| ------------------ | --- | - | - | - | - | -- | -- | --- | --- |
| Biarritz olympique | 17  | 6 | 3 | 1 | 2 | 2  | 1  | 129 | 99  |
| Castres olympique  | 16  | 6 | 3 | 1 | 2 | 1  | 1  | 152 | 109 |
| AS Béziers         | 11  | 6 | 2 | 1 | 3 | 0  | 1  | 93  | 123 |
| SU Agen            | 10  | 6 | 2 | 1 | 3 | 0  | 0  | 81  | 128 |

#### Phases finales
Grâce à sa place de leader de la poule 3, le BO dispute son quart de finale à domicile et reçoit l'USA Perpignan. Les Biarrots sont décimés par l'absence de leurs internationaux et les blessures. Malmenés par les Catalans en première période, ils parviennent à arracher la victoire grâce à deux essais de Minassian et Milhères. 
Les deux demi-finales se déroulent au stade Ernest-Wallon de Toulouse : Biarritz, renforcé par ses deux internationaux roumains Balan et Tonita de retour de la Coupe du monde, retrouve Castres. Le CO, plus incisif, domine largement la partie et élimine le BO 34 à 13.

## Joueurs et encadrement technique

### Encadrement technique
Patrice Lagisquet (arrières) et Alain Paco (avants) entraînent l'équipe. Ils sont assistés des préparateurs physiques Olivier Rieg, Isabelle Patron et Jean-Michel Kaempf.

### Effectif professionnel
Au lancement de la saison 2003-2004, le Biarritz olympique totalise un nombre de 43 joueurs sous contrat professionnel. 35 d'entre eux étaient présents dans le groupe lors de la saison précédente.
Dix des joueurs de l'effectif sont issus des filières de formation biarrotes (Olivier Nauroy, Philippe Bidabé, Bruno Hiriart, Denis Cabreton, Julien Dupuy, Shaun Hegarty, Stephan Vitalla). 
Le capitaine désigné à l'intersaison est Thomas Lièvremont, qui prend le relai de Jean-Michel Gonzalez. Au cours de la saison, il est suppléé par Jean-Michel Gonzalez, Nicolas Brusque, Philippe Bernat-Salles, John Isaac et Laurent Mazas.
| Nom                    | Poste            | Date de naissance | Nationalité sportive | Sélections (PM) | Club précédent           | Arrivée au club | Formé au club |
| ---------------------- | ---------------- | ----------------- | -------------------- | --------------- | ------------------------ | --------------- | ------------- |
| Denis Avril            | Pilier           | 31 octobre 1972   | France               | -               | Stade niortais           | 1996            | -             |
| Petru Vladimir Balan   | Pilier           | 12 juillet 1976   | Roumanie             | 11 (0)          | FC Grenoble              | 2003            | -             |
| Guillaume Bergos       | Pilier           | 2 octobre 1983    | France               | -               | AS Béziers               | 2003            | -             |
| Damien Minassian       | Pilier           | 14 juin 1979      | France               | -               | FC Grenoble              | 2002            | -             |
| Maurice Fitzgerald     | Pilier           | 14 février 1976   | Angleterre           | -               | Richmond FC              | 1999            | -             |
| Emmanuel Ménieu        | Pilier           | 23 juillet 1969   | France               | -               | AS Montferrand           | 2000            | -             |
| Sébastien Ormaechea    | Pilier           | 1er juillet 1983  | France               | -               | -                        | -               | oui           |
| Sotele Puleoto         | Pilier           | 30 octobre 1967   | France               | -               | CA Brive                 | 1996            | -             |
| Julien Campo           | Talonneur        | 1er mai 1981      | France               | -               | US Colomiers             | 2002            | -             |
| Jean-Michel Gonzalez   | Talonneur        | 10 octobre 1967   | France               | 35 (5)          | Section paloise          | 1998            | -             |
| Stephan Vitalla        | Talonneur        | 23 mars 1983      | France               | -               | -                        | -               | oui           |
| Chris Bentley          | Deuxième ligne   | 23 mai 1979       | Angleterre           | -               | Orrell RUFC              | 2004            | -             |
| David Couzinet         | Deuxième ligne   | 7 juin 1975       | France               | -               | SU Agen                  | 2002            | -             |
| Hervé Manent           | Deuxième ligne   | 24 septembre 1971 | France               | -               | US Colomiers             | 2003            | -             |
| Olivier Nauroy         | Deuxième ligne   | 14 juillet 1975   | France               | -               | -                        | -               | oui           |
| Jérôme Thion           | Deuxième ligne   | 2 décembre 1977   | France               | 3 (0)           | USA Perpignan            | 2003            | -             |
| Marc Baget             | Troisième ligne  | 5 septembre 1984  | France               | -               | -                        | -               | oui           |
| Serge Betsen           | Troisième ligne  | 25 mars 1974      | France               | 32 (25)         | CS Clichy                | 1992            | -             |
| Denis Cabreton         | Troisième ligne  | 15 avril 1984     | France               | -               | -                        | -               | oui           |
| Didier Chouchan        | Troisième ligne  | 19 mars 1977      | France               | -               | RC Nîmes                 | 2000            | -             |
| Mathieu Diebolt        | Troisième ligne  | 17 septembre 1981 | France               | -               | CS Bourgoin-Jallieu      | 2002            | -             |
| Thomas Lièvremont      | Troisième ligne  | 6 novembre 1973   | France               | 22 (10)         | USA Perpignan            | 2000            | -             |
| Christophe Milhères    | Troisième ligne  | 3 janvier 1972    | France               | 1 (0)           | US Dax                   | 1996            | -             |
| Thomas Soucaze         | Troisième ligne  | 6 juin 1982       | France               |                 | Section paloise          | 2001            | -             |
| Ovidiu Tonita          | Troisième ligne  | 6 août 1980       | Roumanie             | 13 (0)          | FC Grenoble              | 2002            | -             |
| Julien Dupuy           | Demi de mêlée    | 19 décembre 1983  | France               | -               | -                        | -               | oui           |
| Dimitri Yachvili       | Demi de mêlée    | 19 septembre 1980 | France               | 5 (36)          | Gloucester RFC           | 2002            | -             |
| Mathieu Maillard       | Demi d'ouverture | 8 janvier 1980    | France               | -               | Stade toulousain         | 2003            | -             |
| Laurent Mazas          | Demi d'ouverture | 19 décembre 1970  | France               | 2 (0)           | US Colomiers             | 1996            | -             |
| Julien Peyrelongue     | Demi d'ouverture | 2 avril 1981      | France               | -               | Peyrehorade Sports       | 2000            | -             |
| Guillaume Boussès      | Centre           | 12 octobre 1981   | France               | -               | Stade toulousain         | 2001            | -             |
| Martín Gaitán          | Centre           | 15 juin 1978      | Argentine            | 3 (10)          | Club Atlético San Isidro | 2002            | -             |
| Shaun Hegarty          | Centre           | 1er mars 1984     | France               | -               | -                        | -               | oui           |
| John Isaac             | Centre           | 11 mars 1972      | Australie            | -               | Eastern Suburbs RUFC     | 2000            | -             |
| Thibault Lacroix       | Centre           | 14 mai 1985       | France               | -               | AS Béziers               | 2003            | -             |
| Marc Stcherbina        | Centre           | 7 décembre 1976   | Australie            | -               | Waratahs                 | 2002            | -             |
| Philippe Bernat-Salles | Ailier           | 17 février 1970   | France               | 41 (130)        | Section paloise          | 1998            | -             |
| Philippe Bidabé        | Ailier           | 13 janvier 1978   | France               | -               | -                        | -               | oui           |
| Jean-Baptiste Gobelet  | Ailier           | 13 mars 1982      | France               | -               | AS Montferrand           | 2002            | -             |
| Bruno Hiriart          | Ailier           | 10 août 1983      | France               | -               | -                        | -               | oui           |
| Jimmy Marlu            | Ailier           | 25 mai 1977       | France               | 3 (0)           | AS Montferrand           | 2003            | -             |
| Nicolas Brusque        | Arrière          | 7 août 1976       | France               | 10 (20)         | Section paloise          | 2001            | -             |
| Mickaël Etcheverria    | Arrière          | 1er juin 1982     | France               | -               | Aviron bayonnais         | 2002            | -             |

### Statistiques individuelles
Le joueur le plus utilisé de l'effectif en Top 16 est l’ouvreur Julien Peyrelongue, qui participe à 19 rencontres dont 18 en tant que titulaire, totalisant 1 438 minutes sur le terrain. Toutes compétitions confondues, les cinq joueurs les plus utilisés sont David Couzinet (2 569 minutes), Philippe Bidabé (2 560), Julien Peyrelongue (2 504), Jean-Michel Gonzalez (2 330) et Denis Avril (2 040).
Le demi-de-mêlée Dimitri Yachvili est le meilleur réalisateur du club en championnat avec 127 points à son actif (dont un essai, soit 122 points au pied), devant Julien Dupuy (74 points, dont 69 au pied) et Laurent Mazas (40). Toutes compétitions confondues, il inscrit 188 points dont 178 points au pied devant Dupuy (105 points dont 100 au pied) et Mazas (65). 
Thibault Lacroix et Jimmy Marlu, avec 7 essais inscrits en Top 16, terminent meilleurs marqueurs du club en championnat devant Thomas Lièvremont (5), Philippe Bernat-Salles et Nicolas Brusque (4). Toutes compétitions confondues, Marlu est en tête avec 11 réalisations, suivi de Nicolas Brusque (10), Philippe Bernat-Salles (9), Thibault Lacroix (8), Thomas Lièvremont et Ovidiu Tonita (5).

### Joueurs en sélection nationale
Au cours de la saison 2003-2004, huit Biarrots sont sélectionnés en Équipe de France : 
- Serge Betsen est sélectionné pour cinq rencontres de la Coupe du Monde, inscrivant deux essais. Il est également titulaire durant toutes les rencontres du Tournoi des VI Nations.
- Nicolas Brusque dispute cinq rencontres de la Coupe du Monde (dont quatre en tant que titulaire) et inscrit huit points. Il est également titularisé pour la totalité des matchs du Tournoi des VI Nations[51].
- Philippe Bidabé est sélectionné pour la première fois contre le Canada en juillet 2004 lors de la tournée d'été.
- David Couzinet connaît ses deux premières sélections lors de la tournée d'été en Amérique du Nord contre les États-Unis (titulaire) et le Canada (remplaçant).
- Thomas Lièvremont retrouve le XV de France pour le Tournoi après sa dernière sélection en 2001. Non retenu pour le premier match, il rejoint le groupe pour les quatre autres rencontres et remporte le Grand Chelem. Il participe également à la tournée d'été en Amérique du Nord et est titularisé contre les États-Unis et le Canada (un essai à chaque match).
- Julien Peyrelongue connaît sa première sélection contre l’Italie dans le Tournoi des VI Nations. Il est également remplaçant contre l’Écosse et l’Angleterre et remporte le Grand Chelem.
- Jérôme Thion est sélectionné pour la Coupe du Monde après avoir connu sa première sélection en juin 2003[52]. Il dispute quatre matchs. Gravement blessé en janvier, il ne peut disputer la suite de la saison.
- Dimitri Yachvili est retenu pour la Coupe du Monde, durant laquelle il est remplaçant derrière Fabien Galthié[53]. Il dispute deux matchs et inscrit onze points au pied. Pour le Tournoi, il dispute tous les matchs et s’illustre notamment en Écosse (16 points) et contre l’Angleterre (auteur de 19 points et d’une passe décisive au pied, il est élu homme du match).

Quatre joueurs disputent également le Tournoi des VI Nations avec les autres équipes de France : Thomas Soucaze avec les Universitaires, Marc Baget, Sébastien Ormaechea et Guillaume Bergos avec les moins de 21 ans.
Durant la Coupe du Monde, trois Biarrots sont sélectionnés pour une sélection étrangère :
- Ovidiu Tonita (deux matchs) et Petru Balan (deux matchs) avec la Roumanie ;
- Martin Gaitan avec l’Argentine, inscrivant quatre essais en deux matchs, dont un triplé contre la Namibie.

## Aspects juridiques et économiques

### Structure juridique et organigramme
| Direction | Administratif | Sportif |
| --- | --- | --- |
| - Président : Marcel Martin - Président de l'association omnisports : Roland Héguy - Vice-président : Michel Labruquère - Membres du bureau : Serge Blanco, Bernard Forestier - Direction administrative et financière : Gilles Viard, Pierre Bousquier, Audrey Broca | - Secrétaire général : Bernard Lejeune - Responsables partenariat : Georges Salle, Jean Lissalde, Anne Etchegoyen - Responsable communication : Louis Vialle - Trésorier : Henri Salle | - Entraîneurs : Patrice Lagisquet et Alain Paco - Manager : Marc Lièvremont - Commission sportive : Georges Darrieumerlou, Jean-Pierre Barbertéguy - Coordinateur technique : Maurice Lesgourgues - Préparateurs physiques : Gérard Delmotte, Isabelle Patron, Olivier Rieg - Médecin : Jean-Louis Rebeyrolle - Intendance : Jean-Baptiste Arla, Jean Barbertéguy, Bernard Laborde |

### Tenues, équipementiers et sponsors
Le Biarritz olympique est équipé par la marque Puma pour la deuxième saison consécutive.
L'équipe évolue avec trois jeux de maillots identiques à ceux de la saison précédente :
- Un maillot rouge sur la partie supérieure et blanc sur la partie inférieure. Le short et les chaussettes sont uniformément rouges.
- Un maillot noir avec la manche droite blanche et la manche gauche rouge. Le short et les chaussettes sont uniformément noires.
- Un maillot blanc avec la manche droite verte et la manche gauche rouge. Le short et les chaussettes sont uniformément blancs.

L’unique sponsor apparaissant sur le maillot est Cap Gémini, entreprise présidée par Serge Kampf.

## Affluence au stade
En Top 16, 68 500 entrées ayant été enregistrées pour les 10 rencontres de championnat du Biarritz olympique au Parc des sports d'Aguiléra, l'affluence moyenne du club à domicile est de 6 550 spectateurs, soit un taux de remplissage de 55 % (en baisse de 18% en comparaison avec la moyenne de 7 700 entrées comptabilisée la saison précédente en championnat).
En Heineken Cup, 20 500 entrées ont été enregistrées en trois rencontres, soit une moyenne de 6 800 spectateurs (en hausse de 22% en comparaison avec la moyenne de 16 000 entrées comptabilisée la saison précédente en Coupe d'Europe). 
En Challenge Sud Radio, 9 500 entrées ont été enregistrées en quatre rencontres, soit une moyenne de 2 375 spectateurs.
Le record d'affluence de la saison à domicile est réalisé lors de la onzième journée de la première phase contre le Stade français et lors de la première journée des play-offs contre le Stade toulousain avec 10 500 spectateurs environ.
Affluence à domicile (Parc des Sports d’Aguiléra)

## Extra-sportif
Le club fait l'acquisition d'un nouveau bus pour les déplacements de l'équipe.

### Stade
Le projet d'agrandissement du stade Aguiléra connait ses premières étapes durant la saison, avec pour objectif d'aboutir lors de la saison 2004/2005. La tribune Coubertin fait notamment l'objet d'une augmentation du nombre de places et des loges sont construites. Huit loges sont inaugurées à l'occasion de la venue du Stade toulousain en janvier 2004.